# Aeugstertal
Aeugstertal ist ein Weiler der politischen Gemeinde Aeugst am Albis im Bezirk Affoltern im Kanton Zürich in der Schweiz. In Aeugstertal liegen auch das Heim Götschihof und eine Garage und Werkstatt für Postautos.

## Geografie
Aeugstertal liegt zwischen dem Aeugsterberg und dem Albis. Von Hausen am Albis führt eine Strasse am Türlersee vorbei und der Reppisch entlang nach Aeugstertal und weiter über Stallikon nach Birmensdorf. Von Aeugst am Albis führt eine Strasse über den Weiler Müliberg nach Aeugstertal.

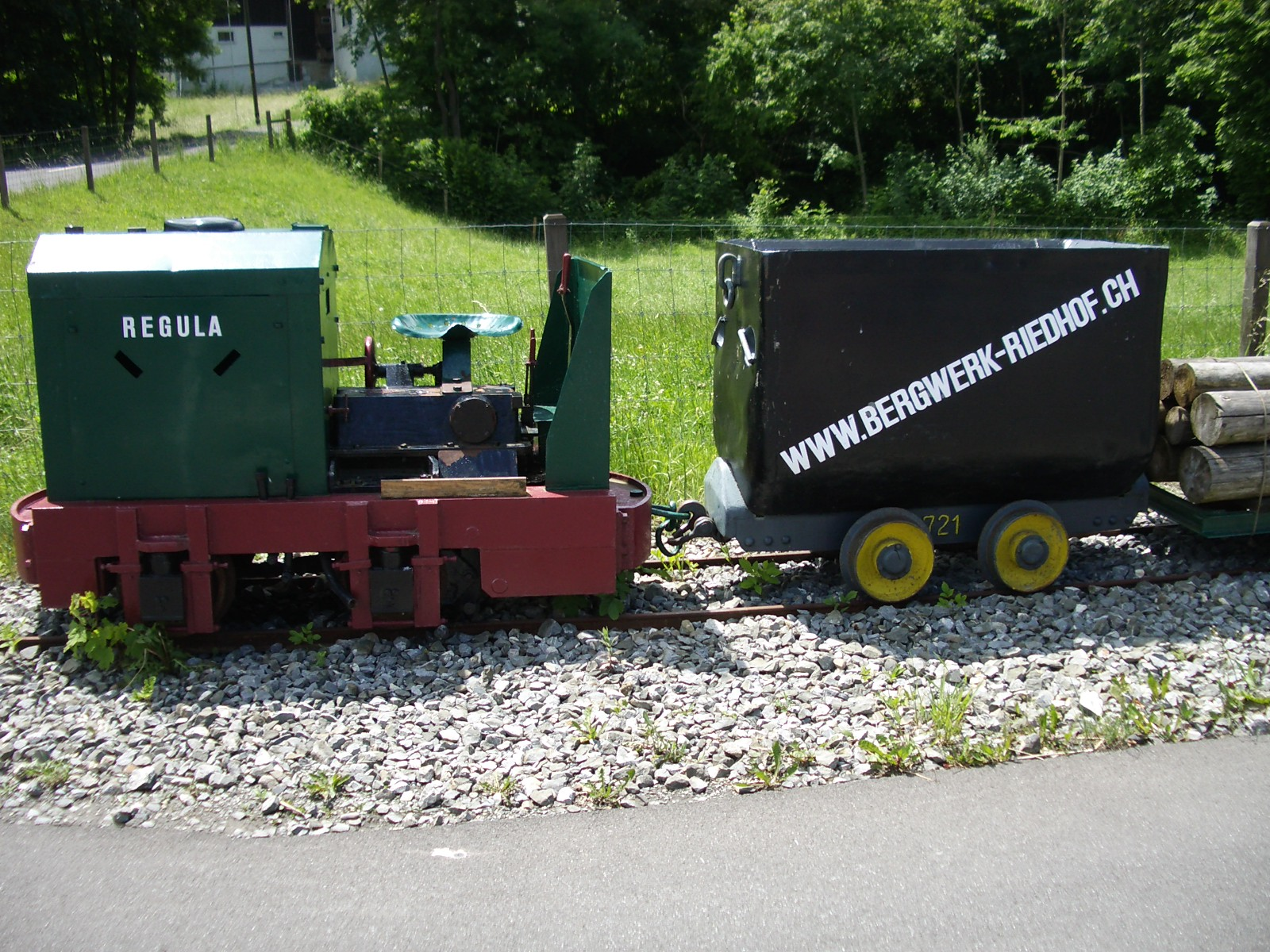
Eine alte Grubenlok mit Grubenhund weist auf das ehemalige Braunkohlebergwerk Riedhof hin

## Geschichte
Das im 16. Jahrhundert abgegangene Borsikon, das beim heutigen Aeugstertal lag, wird im Jahre 883 als Porsinchova erwähnt. Im Haus Chloster in Aeugstertal befand sich das vor 1500 aufgehobene Beginenklösterchen. Das ehemalige Kloster und die Gebäude der stillgelegten Seidenweberei sind als Wohn- und Gewerberäume umgenutzt.
Im Bergwerk Riedhof wurde vor allem im Zweiten Weltkrieg Kohle abgebaut.

## Verkehr
Von Hausen am Albis, von Affoltern am Albis über Aeugst am Albis und von Stallikon/Zürich-Wiedikon fahren Busse nach Aeugstertal.
Mit dem Auto sind Gemeinde wie Affoltern am Albis, Hausen am Albis und Aeugst am Albis in weniger als zehn Minuten erreichbar.